# Спавента, Бертрандо
Бертрандо Спавента (итал. Bertrando Spaventa; 26 июня 1817, Бомба, Италия — 20 сентября 1883, Неаполь, Италия) — итальянский философ.

## Биография
Старший брат итальянского патриота Сильвио Спавенты, Бертрандо родился в семье со средним достатком, испытывавшей финансовые трудности. Его мать, Мария Анна Кроче, была двоюродной бабушкой философу Бенедетто Кроче.
Он получил образование в епархиальной семинарии в Кьети. В 1838 году он переехал вместе со своим братом в Монтекассино, где вступил в должность преподавателя математики и риторики в местной семинарии. в
1840 году он отправился в Неаполь, чтобы продолжить свое обучение. Изучив немецкий и английский языки, он стал одним из первых итальянских мыслителей того периода, который прочитал труды иностранных философов в оригинале. Часто общался в либеральных кругах и сблизился с такими мыслителями, как Оттавио Колеччи и Антонио Тари, основал свою собственную философскую школу, а также помогал редактировать «Il Nazionale», газета, основанная и издаваемая его братом Сильвио.
В 1849 году, после отмены Конституции Фердинандом II и ареста брата Сильвио, он покинул Неаполь: сначала переехал во Флоренцию, затем в Турин. Начал работать журналистом в пьемонтских изданиях «Il Progresso», «Il Cimento», «Il Piemonte» и «Rivista Contemporanea». Находясь в Турине, Спавента приблизился к идеям Гегеля, осознавая его философскую систему и политическую мысль, вступил в полемику с «La Civilta Cattolica», иезуитским журнал, выступающий против идеи о том, что религия необходима для развития человечества.
В 1859 г. получил кафедру философии в университете в Модене, в 1860 г. — в Болонье. В своем первом труде: «La filosofia di Kant et la sua relazione colla filosofia italiana» (Турин, 1860) он пытался доказать, что Розмини, при всем своем полемическом отношении к Канту, все же примыкает к критицизму немецкого мыслителя.
После обнародования своего труда «Carattere e sviluppo della filosofia italiana» (1860), Спавента в 1861 г. приглашен был профессором философии в Неаполь. Выступив сторонником немецкой философии и критиком национальных философских систем, господствовавших в Италии, Спавента приобрел много врагов, особенно в ортодоксальных кругах. Своим противникам он ответил во вступительной лекции, которая в 1862 г. была напечатана. Вскоре появился главный труд его «La filosofia di Gioberti» (Неаполь, 1863).
Собственная система Спавента («Principi di filosofia», Неаполь, 1867) в основных своих чертах стоит на точке зрения Гегеля, самыми ярыми поборниками которого в Италии были Спавента и Аугусто Вера.
Четыре раза Спавента был избираем в итальянский парламент.
Младший брат — Сильвио (1822—1893), министр общественных работ в 1873—1876.

## Труды
- La filosofia di Kant e la sua relazione colla filosofia italiana
- Principii di filosofia
- Studi sull’etica di Hegel
- La filosofia di Vincenzo Gioberti
- Saggi critici di filosofia politica e religione
- La dottrina della conoscenza di Giordano Bruno
- Principi di etica